# Tony Coelho
Tony Coelho właściwie Anthony Lee Coelho (ur. 15 czerwca 1942 w Los Banos) – amerykański polityk, członek Partii Demokratycznej.

## Działalność polityczna
W okresie od 3 stycznia 1979 do 15 czerwca 1989, kiedy zrezygnował w trakcie szóstej kadencje, był przedstawicielem 15. okręgu wyborczego w stanie Kalifornia w Izbie Reprezentantów Stanów Zjednoczonych.